# Marizy-Sainte-Geneviève
Marizy-Sainte-Geneviève ist eine französische Gemeinde mit 127 Einwohnern (Stand: 1. Januar 2022) im Département Aisne in der Region Hauts-de-France (frühere Region: Picardie).Sie gehört zum Arrondissement Soissons (bis 2017 Arrondissement Château-Thierry) und zum Kanton Villers-Cotterêts.
Während der Französischen Revolution hieß die Gemeinde Marizy-le-Grand.

## Geographie
Die Gemeinde Marizy-Sainte-Geneviève lieg am Fluss Ourcq, 23 Kilometer südsüdwestlich von Soissons. Die Bahnstrecke Trilport–Bazoches, die in Bazoches-et-Saint-Thibaut auf die Strecke von Soissons nach Reims trifft, berührt im Norden das Gemeindegebiet. Nachbargemeinden von Marizy-Sainte-Geneviève sind Troësnes, Noroy-sur-Ourcq und Chouy im Norden, Marizy-Saint-Mard und Macogny im Osten, Passy-en-Valois im Süden sowie La Ferté-Milon im Westen.

## Bevölkerungsentwicklung
| Jahr      | 1962 | 1968 | 1975 | 1982 | 1990 | 1999 | 2011 | 2022 |
| Einwohner | 161  | 167  | 120  | 114  | 98   | 124  | 132  | 127  |

## Sehenswürdigkeiten
- auf das 12. Jahrhundert zurückgehende Kirche Sainte-Geneviève, 1920 als Monument historique klassifiziert (Base Mérimée PA00115804)